# Fauvisme
Fauvisme (af fransk fauves; vilde dyr) var en retning indenfor fransk ekspressionistisk maleri, der opstod omkring 1905 parallelt med den tyske ekspressionisme. Den var den første af mange revolutionerende retninger i begyndelsen af 1900-tallet og fik trods sin korte levetid – til ca. 1910 – stor betydning for udviklingen af modernistisk maleri, ligesom den har inspireret senere koloristiske kunstnere. Navnet fauvisme var en etiket, som kritikeren Louis Vauxelles påduttede kunstnerne
Karakteristisk for fauvistisk maleri er anvendelsen af en temperamentsfuld penselføring, rene farver og den primitive og forvrængede tegning. Henri Matisse blev den dominerende kunstner indenfor retningen, der dog også talte navne som André Derain, Maurice de Vlaminck og Albert Marquet. For de fleste af kunstnernes vedkommende var tilknytningen til fauvismen kun kortvarig. 
Rødderne til fauvismen var van Gogh og Gauguin. Fauvismen blev aldrig nogen egentlig skole, idet kunstnerne aldrig formulerede en programerklæring. Den havde heller ingen udtrykte teorier og blev kun repræsenteret ved tre udstillinger. Kubismen kan opfattes som fauvismens afløser.
| - Eksempler - Pont Saint-Michel og Notre Dame Af Albert Marquet, 1905 - Badende kvinde Af Henri Manguin, 1906 - Schokko med rød hat Af Alexej von Jawlensky, 1909 |